# Louise Ulff
Louise Henrika Ulff, född den 28 november 1852 på Vikmanshyttan i södra Dalarna, död den 10 maj 1948 i Stockholm, var en svensk lärare och filantrop. Hon var den andra kvinnan som tilldelades Serafimermedaljen, då hon 1932 erhöll medaljen för sin mångåriga insats som barnhemsföreståndarinna.

## Biografi
Louise Ulff var äldsta dotter till brukspatronen Carl Reinhold Ulff, ägare till Vikmanshyttan och Turbo bruk, och Eva Gustafva Clason, dotter till brukspatronen på Furudal i Ore socken. Hon hade en syster och tre bröder. Systern Emilia blev missionär i Kina. Av bröderna deltog Carl som löjtnant på världsomseglingen med fregatten Vanadis, och han blev sedermera kommendör i flottan. Brodern Fredrik blev handelsagent i Kongostaten. Brodern Gustaf var gift med Gurli Ulff.
Louise Ulff fostrades i brukshemmets patriarkala anda och fick först utbildning i hemmet av guvernanten Rosa Lexell. I slutet av 1860-talet (hennes skrivbok är daterad 8/4 1869) kom hon till lärarinneseminariet på Cecilia Fryxells pension i Rostad i Kalmar, men istället för att bli lärare återvände hon hem för att ta hand om sin åldrande far. 1876 flyttade familjen till Stockholm och där blev Ulff intresserad av de fattigas situation i samhället och hjälpte till på Träsksalen vid Träsktorget i Humlegården samtidigt som hon 1877–1880 utbildade sig på Folkskollärarinneseminariet på Söder.
Efter examen tjänstgjorde Ulff som lärare under 10 år på Åhlinska skolan och därefter på Brummerska skolan innan hon 1894 kom i kontakt med Elsa Borg och Missionen på Vita Bergen.

## Missionen på Vita Bergen
Louise Ulff blev under 15 år – mellan 1894 och 1909 – medhjälpare till Elsa Borg innan hon själv blev ledare för Missionen på Vita Bergen. Elsa Borg skrev i slutet av år 1894: 
"Hvad jag nu särskildt vill tacka Herren för, är min nya hjälp, Louise Ulff. Jag tror, att hon är den rätta, och att hon, då hon växt in i arbetet, kan taga vid, då Herren hämtar mig hem, men detta står i Guds hand."
Elsa Borg hade direkt sett Louise Ulffs förmågor, och i samband med beslutet att i ett formligt testamente överlåta hela verksamheten till henne skriver hon julen 1905: 
"Herren har ljufligt uppehållit L. U. i alla hennes många bestyr, och hon har förmåga att sätta flickorna i gång att hjälpa henne, som väl är. Hon fyller nu så väl min plats på de andra hemmen och äfven här."
Testamentet insatte efter Elsa Borgs död Louise Ulff "till efterträderska i den verksamhet som E. B. utöfvat genom bildande och underhållande af barn-, skydds- och bibelkvinnohem i staden och på landet" till att "omhändertaga och förvalta för fortsatt verksamhet alla för hemmen afsedda tillgångar".
Louise Ulff är begravd på Solna kyrkogård.